# فن الخط بالأحرف الصينية
ممارسة فن الخط بالأحرف الصينية (بالإنجليزية: Chinese calligraphy)‏ هي كتابة المقاطع الصينية بشكل فني، وهو فنٌ يجمع بين فن الرؤية البصرية وتفسير المعنى الأدبي.
يُمارس هذا النوع من التعبير على نطاق واسع في الصين، وقد حظي بتقدير كبير في جميع أنحاء شرق آسيا. ويعتبر فن الخط أحد أكثر المهارات والهوايات الأربع المرغوبة لدى الأدباء الصينيين القدماء، إلى جانب العزف على الآلات الموسيقية الوترية ولعبة اللوح "غو" والرسم.
هناك بعض المعايير العامة لأنماط الخط المختلفة في هذا التقليد. يرتبط الخط الصيني ولوحة غسيل الحبر ارتباطًا وثيقًا، حيث ينفذان باستخدام أدوات وتقنيات مماثلة، ولهما تاريخ طويل من الفن المشترك. وتشمل السمات المميزة للرسم والخط الصيني التركيز على الحركة المشحونة بالحياة الديناميكية. يقول للمؤرخ سْتانلي بيكر، المتخصص في فن الخط الصيني: "فنُ الخط هو الحياة النقية التي يُشعر بها من طاقة الحركة، ويُوثق آثاره على الحرير أو الورق، والزمن والإيقاع والتحول المكاني مكوناته الرئيسة".
قاد الخط أيضًا إلى تطوير العديد من أشكال الفن في الصين، بما في ذلك نحت الأختام وأوزان الورق المزخرفة وأحجار الحبر.

## الصفات
في الصين، يشار إلى فن الخط باسم "shūfǎ" أو "fǎshū" (書法/书法، 法書/法书)، والتي تعني حرفيًا "الطريق/الأسلوب/القانون في الكتابة". أما في اليابان، فيشار إلى فن الخط باسم "shodō" (書道)، والذي يعني "الطريق/المبدأ في الكتابة".
وفي كوريا، يشار إلى الخطاطة باسم "seoye" (서예; 書藝)، والذي يعني "المهارة/المعيار في الكتابة". وفي فيتنام، يشار إلى فن الخط باسم "thư pháp" (書法)، والذي يعني "فن الخط".
الخط الصيني، الذي يتمتع بجودة جمالية عالية، يحظى بتقدير كبير لا سيما لجذبه تقليداً طويل الأمد، ويعتبر اليوم واحداً من الفنون (بالصينية: 藝術/艺术، بينيين: yìshù) في البلدان التي تمارسه. ويتركز الخط الصيني ليس فقط على طرق الكتابة، ولكن أيضا على بناء شخصية الممارس، وهو يدرس كنشاط هادف (شوفا، بينيين: shūfǎ) لتعليم قواعد كتابة الحروف الصينية.
كان الخط الصيني شائعاً في الصين وتايوان واليابان وكوريا. وفي تايوان، كان يُطلب من الطلاب كتابة الخط الصيني ابتداءً من المرحلة الابتدائية حتى المرحلة الإعدادية على الأقل مرة في الأسبوع حتى عام 1980. ومع تزايد استخدام الأجيال الشابة للأجهزة الإلكترونية مثل الحاسوب والأجهزة اللوحية والهواتف الذكية كوسائل رئيسية للاتصال، أصبح الخط الصيني مجرد فن على الأغلب.

## أنماط الخط الصيني

### الكتابة على عظام الأوراق

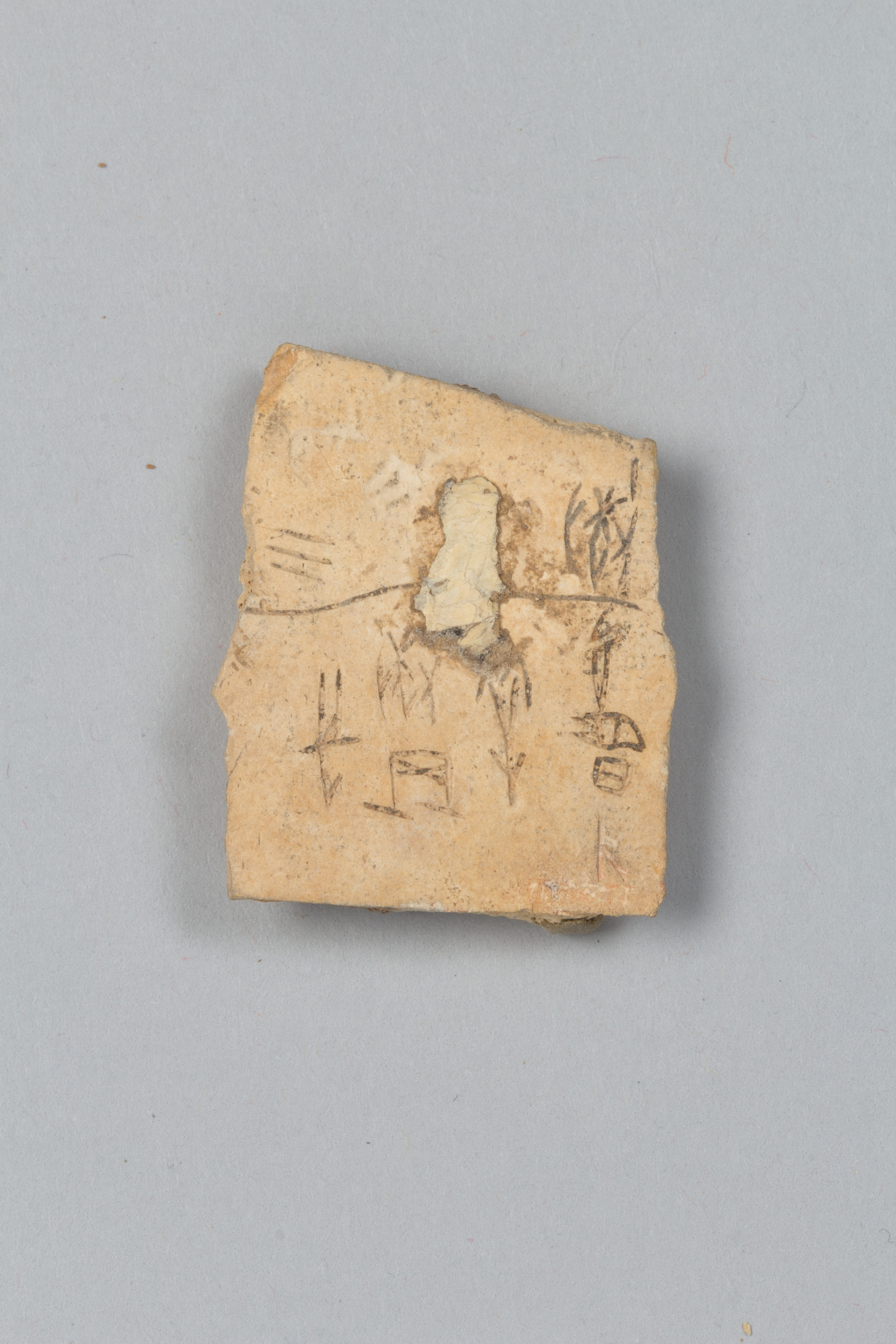
قطعة عظم أوراق، من مملكة شانغ (حوالي 1600-1046 قبل الميلاد)

كانت الكتابة على عظام الأوراق [الإنجليزية]، وهي نوع من الكتابة الصينية القديمة في الكتابة على عظام الحيوانات [الإنجليزية]، أول نوع معروف من الكتابة الصينية. وكانت تكتب هذه الحروف على عظام الحيوانات وقواقع السلاحف، وكان يعتقد أنها تحمل نبوءات. وأول ظهور لما يعتبر بشكل قاطع "نقوش عظام الأوراق" كان على شكل عظام الثيران وقواقع السلاحف المحفورة في مواقع قرب مدينة آنيانغ (安阳) الحديثة على الحدود الشمالية لمقاطعة خنان في الصين.
وجدت الأغلبية العظمى من هذه النقوش في موقع ينكسو Yinxu في هذه المنطقة، وتسجل آخر تسعة تكهُّن بالنار [الإنجليزية] من ملوك مملكة شانغ، بدءاً من وو دينغ Wu Ding، الذي يرجح بعض العلماء أن تاريخ تنصيبه يعود إلى 1250 قبل الميلاد أو 1200 قبل الميلاد.
وعلى الرغم من عدم وجود دليل على أن مملكة شانغ كانت المسؤولة بشكل حصري عن نشأة الكتابة في الصين، إلا أنه لا يوجد أي دليل على وجود كتابة صينية قابلة للتعرف من أي وقت سابق أو من أي مكان آخر. تشكل الكتابة على عظام الأوراق في نهاية عصر شانغ أول زمرة مهمة من الكتابة الصينية، وهي أيضًا أقدم عضو معروف وسلف عائلة الكتابة الصينية، وتسبق النقوش البرونزية الصينية.

### النقوش البرونزية الصينية
كانت النقوش البرونزية الصينية [الإنجليزية] عادة ما تكتب على الأواني البرونزية الصينية الطقوسية، وتشمل هذه الأواني الدنج (鼎) Ding والدوي (敦) Dui والقو (觚) Gu والقوانغ (觥) Guang والجوي (簋) Gui والهو (壶) Hu والجيا (斝) Jia والجوي (爵) Jue واليي (匜) Yi واليو (卣) You والزون (尊) Zun واليي (彝) Yi.
وكانت الفترات الزمنية المختلفة تستخدم أساليب مختلفة من النقش. فقد صهرت معظم نقوش البرونز الشانغ تقريبًا في نفس الوقت الذي تصنع فيه الأدوات التي تظهر عليها. أما في الأسر اللاحقة مثل سلالة زو الحاكمة وفترة الربيع والخريف، فكانت النقوش غالباً ما تكون محفورة بعد صب البرونز. وتعد النقوش البرونزية إحدى أقدم الأشكال الكتابية في عائلة الكتابة الصينية Chinese family of scripts، وتسبقها النقوش على عظام الأوراق.

### خَطّ الختم

الحرف الصيني "木" الذي يعني "شجرة"، وهو مكتوب بالخط الكتابيّ

خَطّ الختم Seal script (الصينية: 篆書؛ بينيين: zhuànshū ) هو أسلوب قديم لكتابة المقاطع الصينية التي كانت شائعة طوال النصف الأخير من الألفية الأولى قبل الميلاد. تطورت بشكل عضوي من نص سلالة زو الحاكمة. أصبح نسخة تشين Qin من نص الختم المعيار في النهاية، واعتمدت كنص رسمي لكل الصين خلال عصر أسرة تشين.

### خَطّ كتابيّ

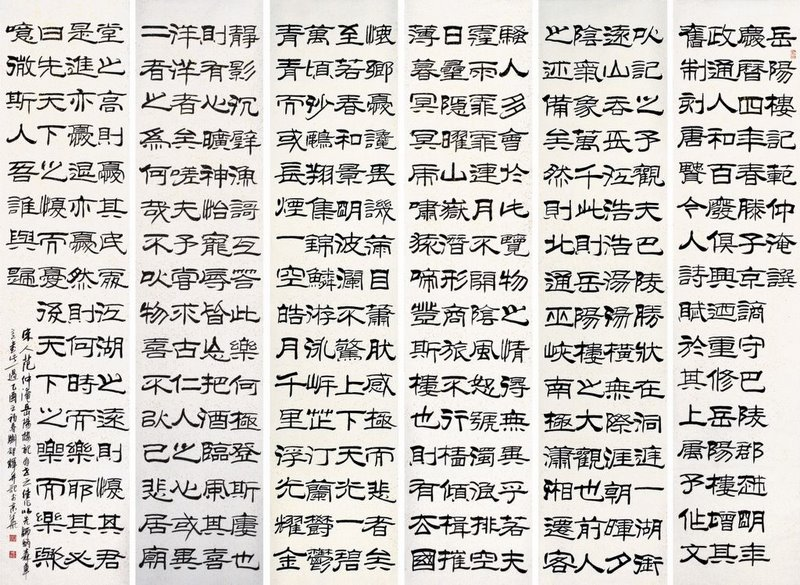
"نص تذكار برج يويانغ" للشاعر فان زهونغيان من عصر السونغ

الخط الكتابيّ Clerical script (بالصينية التقليدية: 隸書؛ بالصينية المبسطة: 隶书؛ بينيين: lìshū) هو نمط قديم للخط الصيني. استخدم الخط الكتابيّ لأول مرة خلال عصر هان واستمر حتى الوقت الحاضر. يعتبر الخط الكتابيّ شكلاً من أشكال الخط الحديث على الرغم من أنه استبدل بالخط القياسي بشكل نسبي مبكرًا. حدث ذلك لأن الأشكال الرسومية المكتوبة بخط الكتابيّ الناضج تشبه إلى حد كبير تلك المكتوبة بالخط القياسي. ولا يزال يستخدم الخط الكتابيّ لإضفاء نكهة فنية على مجموعة متنوعة من التطبيقات الوظيفية نظرًا لسهولة قراءته ووضوحه.

### خَطّ عادي
الخَطّ العادي Regular script ( الصينية التقليدية: 楷書؛ الصينية المبسطة: 楷书؛ بينيين: kǎishū؛ لا تزال هونغ كونغ وتايوان تستخدمان الأحرف الصينية التقليدية في الكتابة، بينما يستخدم البر الرئيسي للصين الأحرف الصينية المبسطة كنص رسمي). هو أحدث أنماط النصوص الصينية. ظهر الخط العادي لأول مرة بين سلالتي هان وتساو واي، على الرغم من أنه لم يكن شائعًا في ذلك الوقت. أصبح النص العادي ناضجًا من الناحية الأسلوبية في حوالي القرن السابع. جونغ يو Zhong You هو المعلم الأول للنص العادي. استخدم جونغ يو أولاً نصًا عاديًا لكتابة بعض القطع الخطيرة جدًا مثل النصب التذكارية للإمبراطور.

### خط شبه متصل

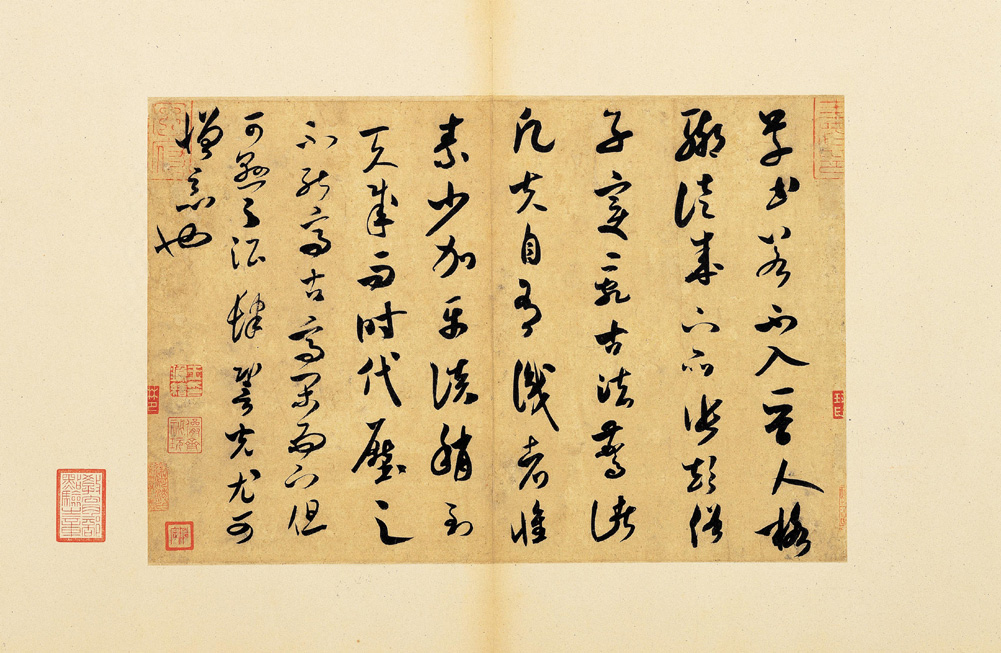
على الخط من قبل مي فو، أسرة سونغ

الخَطّ شبه المتصل (الصينية المبسطة: 行书؛ الصينية التقليدية: 行書؛ بينيين: Xíngshū )، هو نمط متصل من الأحرف الصينية. نظرًا لأنه ليس مختصرًا مثل النص المتصل Cursive script (East Asia)، فإن معظم الأشخاص الذين يمكنهم قراءة الخط العادي يمكنهم قراءة الخطوط شبه المتصلة. إنها مفيدة للغاية وفنية أيضًا.

### خَطّ متصل (شرق آسيا)
نشأ الخط المتصل (الصينية المبسطة: 草书؛ الصينية التقليدية: 草書؛ بينيين: Cǎoshū) في الصين خلال عهد أسرة هان خلال فترة جين (يلزم الرابط). يعتبر الخط المتصل أسرع في الكتابة من الأنماط الأخرى، ولكن يصعب قراءته لمن ليسوا على دراية به. كما استخدم "العشب" في اللغة الصينية بمعنى "خشن وخشن وبسيط وخشن." يبدو أن كلمة "cǎo" في مصطلح "caoshu" (خط العشب) استخدمت في نفس هذا المعنى. ويمكن لمصطلح "cǎoshū" أن يشير إلى معانٍ متعددة، حيث يمكن استخدامه بمعنى واسع للإشارة إلى أي حروف كتبت بشكل عجل، وفي المعنى الضيق، يشير إلى النمط الخاص بالكتابة اليدوية التي ظهرت في عصر سلالة هان.

## التاريخ

### الصين القديمة
يمكن تعقب الحروف الصينية إلى إشارات تعود إلى عام 4000 قبل الميلاد (لووأيكن 2004). ففي عام 2003، عُثرعلى نقوش خزفية في موقع شياو شوانغ تشياو [الإنجليزية]، وهو على بعد حوالي 20 كيلومتراً جنوب شرق مدينة جينج جو شانغ سيتي [الإنجليزية] القديمة، تعود إلى الفترة الوسطى لسلالة شانغ وتحديداً إلى الفترة بين عامي 1435 و1412 قبل الميلاد. كتبت هذه النصوص بطلاء الزنجفار. وبذلك تأكدت تواريخ كتابتها في الصين، وهي خلال فترة وسط سلالة شانغ.
اكتشفت أواني الطقوس الخزفية التي تحمل هذه النقوش بالزنجفار جميعها داخل منطقة القصر في هذا الموقع. اكتشفت بشكل أساسي في حفر القرابين التي تحتوي على جماجم وقرون البقر، ولكنها اكتشفت أيضًا في مناطق معمارية أخرى. كتبت النقوش على الحافة الخارجية والداخلية، للجسم الكبير للأواني، وكتبت الحروف بشكل أساسي فردياً؛ ونادراً ما تُرى تراكيب من الحروف أو جمل.
كانت مبادئ مجموعة الحروف الصينية المعاصرة واضحة بشكل واضح في حروف "جياجوين" (甲骨文) القديمة في الصين، والتي نحتت على عظام الثور ودروع السلحفاة حوالي القرن الرابع عشر إلى القرن الحادي عشر قبل الميلاد (لووأيكن 2004). تتحلل الأمثلة المكتوبة بالفرشاة مع مرور الوقت ولا بتقى. خلال طقوس الكهانة، بعد تكسير العظام، تكتب الحروف بالفرشاة على الصدفة أو العظم لتنحت فيما بعد (كيتلي، 1978). استمرت كل الممالك القديمة في الصين الحالية في مراجعة مجموعتها من الحروف.

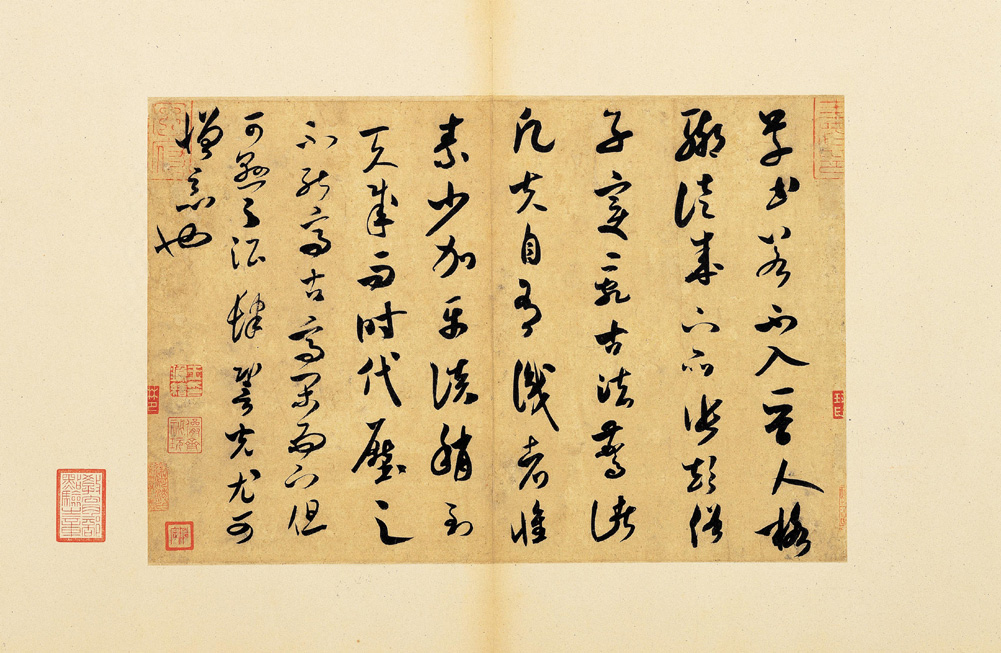
"فن الخط" هو عنوان كتاب للفنان والشاعر الصيني مي فو، عصر سلالة سونغ الحاكمة

### الصين الإمبراطورية
لأكثر من 2000 عام، كانت الفئة الثقافية والأكاديمية في الصين - علماء الكونفوشيوسية والأدباء الذين كانوا يخدمون الحكومة كمسؤولين - عارفين وممارسين لفن الخط الصيني. في الصين الإمبراطورية، لا تزال الرسوم والنقوش الموجودة على الأعمدة القديمة - بعضها يعود إلى 200 قبل الميلاد وبأسلوب سيغيل الصغيرة [الإنجليزية] - متاحة للدراسة.

"قصائد الكنوز الأربعة في دراسة العالم" هو عنوان مجموعة من القصائد الصينية التي تعود إلىى عصر سلالة تشينغ الحاكمة

عمل الكتابة في الصين ومنغوليا كان يشمل ممارسة فن الخط الصيني لنسخ النصوص البوذية. ونظرًا لأن هذه النصوص كانت موضع تبجيل كبير، فإن عملية نسخها (والخط الجميل المستخدم) كان من المفترض أن يكون لها تأثير تطهيري على الروح. وعملية نسخها [النصوص البوذية] يمكن أن تقرب الكاتب من الكمال وتكسبه فضلًا.".
في حوالي عام 220 قبل الميلاد، فرض الإمبراطور الصيني تشين شي هوانج تدابير إصلاحية عدة، من بينها توحيد الخطوط الصينية القديمة العديدة بواسطة الوزير لي سي، والذي أنشأ مجموعة من 3300 حرفًا صينيًا موحدًا يسمى "شياو تشوان" (Xiǎozhuàn). وعلى الرغم من أن الفرشاة كانت الأداة الرئيسية للكتابة في تلك الفترة، فإن هناك قليل من الأوراق الورقية التي تعود لتلك الفترة، والأمثلة الرئيسية لهذا النمط موجودة على الأعمدة الحجرية (الستيل) وغيرها من الأشكال الفنية الأخرى.
طراز الليشو [الإنجليزية] (ويعرف أيضاً بالخط الكتابيّ) الذي يتميز بالتنظيم والتسطيح، والذي يشبه إلى حد ما النص الحديث، كان مصرحاً به أيضاً خلال عهد تشين شي هوانج. وعلى الرغم من أنه من الشائع الاعتقاد أن الليشو أنشئ بواسطة تشنغ مياو وحده خلال نظام تشين شي هوانج، فإن الليشو تطوّر منذ عصر قبل تشنغ إلى عصر هان (202 قبل الميلاد - 220 ميلادي).
في القرن الرابع الميلادي، وصلت الخطاطة إلى نضجها الكامل. طراز الكَيشو (الخط النظامي التقليدي) - الذي يستخدم حتى اليوم - والذي يرجع تاريخه إلى وانغ شيزهي (303 م-361 م) وأتباعه، أصبح أكثر تنظيماً. وقد بلغ ذروته في عهد سلالة تانغ، عندما أنتج خطاطون مشهورون مثل يان زنهينغ وليو غونغكوان معظم الأعمال الفنية في الكايشو. وشجع انتشاره الإمبراطور مينغزونغ من سلالة تانغ اللاحقة (926-933 م)، الذي أمر بطباعة الكتب الكلاسيكية باستخدام قوالب خشبية جديدة في الكايشو. وقد ساعدت تقنيات الطباعة هنا في ثبات الأشكال. وكانت شكل الحروف في الكايشو قبل 1000 عام مشابهة بشكل رئيسي لتلك الموجودة في نهاية الصين الإمبراطورية. ولكن أجريت تغييرات صغيرة، على سبيل المثال في شكل حرف "广" ليس مطابقًا تمامًا في قاموس كانغ شي الذي صدر في عام 1716 م وفي الكتب الحديثة. ولكن الاختلافات بين شكل الحرف في قاموس كانغشي والشكل الحالي صغيرة، بينما تبقى ترتيب جرّة القلم كما هي حسب الطراز القديم.
الأنماط الخطية مثل الخط شبه المتصل (Xíngshū) والخط المتصل (Cǎoshū) هي أنماط خطية أقل قيودًا وأسرع، وتظهر فيها حركات أداة الكتابة بشكل أكبر. وتختلف ترتيبات جرّة القلم في هذه الأنماط بشكل أكبر، مما يؤدي في بعض الأحيان إلى خلق أشكال مختلفة بشكل جذري. وهذه الأنماط نشأت من الخط الكتّابي وفي نفس الوقت مع الخط العادي (عهد هان 202 قبل الميلاد - 220 ميلادي)، ولكن الخط شبه المتصل والخط المتصل كانا يستخدمان للملاحظات الشخصية فقط ولم يستخدما كمعيار. وكان الخط المتصل مرموقًا جدًا خلال عهد الإمبراطور وو من هان من سلالة هان (140 قبل الميلاد إلى 87 قبل الميلاد).
تشمل الأنماط التي لم تستمر البافينشو (Bāfēnshū) وهو مزيج من 80٪ من الخط شياو تشوان (Xiaozhuan) و20٪ من الخط الكتّابي (lìshū). وكانت بعض الحروف الصينية المتغيرة غير تقليدية أو مستخدمة محليًا لقرون عديدة. عمومًا، كانت هذه الحروف مفهومة ولكنها كانت دائمًا مرفوضة في النصوص الرسمية. وتم دمج بعض هذه الحروف المتغيرة غير الرسمية، بالإضافة إلى بعض الحروف المستحدثة، في مجموعة الحروف الصينية المبسطة.

### الخط الزخرفي بالقلم الصلب
بدأ تطوّر هذا النوع من الكتابة في القرن العشرين عندما وصلت أقلام الحبر السائل إلى الصين من الغرب. بقيت الكتابة بأقلام الحبر السائل تحظى بشعبية حتى الثمانينيات، ولكن مع فترة الإصلاح والانفتاح، ركزت الجماهير على ممارسة الخط الزخرفي بالقلم الصلب. وعادة ما يستخدم الناس الأحرف الصينية المبسطة في الأسلوب شبه المتصل أو العادي.

### الأساليب المطبوعة والحاسوبية
أمثلة على الأساليب المطبوعة الحديثة هي أسلوبسونغ (خط) [الإنجليزية] الذي استخدم في مطبعة سلالة سونغ الحاكمة، وأسلوب سانس-سيريف [الإنجليزية]. وهذه الأساليب لا تعتبر أساليب تقليدية وغالبًا لا تكتب بالخط اليدوي.

### معرض الخط عبر التاريخ
هناك العديد من الخطوط والأساليب المختلفة التي استخدمت لكتابة الكلمة الصينية 馬 / 马 التي تعني "حصان":

الكتابة على عظام الأوراق
الخط البرونزي (تشو الغربية)
الخط البرونزي (فترة الربيع والخريف)
الخط البرونزي (فترة الدول المتحاربة)
الخط الزخرفي الصيني (تشو)
الخط الزخرفي الصيني (قين)
الخط الصغير الأختامي (شووين)
الخط الكتابيّ
الخط العادي (التقليدي)
الخط شبه المتصل
الخط المتصل
الخط العادي (المبسط)

## المواد والأدوات
الفرشاة الحبرية والحبر والورق وحجر الحبر هي الأدوات الأساسية لفن الخط الصيني. وهي معروفة معًا باسم أربع كنوز من غرفة الدراسة [الإنجليزية] بالإضافة إلى هذه الأدوات الأربعة، تسخدم قطرة الماء (فن الخط) [الإنجليزية] ولحيفة المكتب وثقالة الورق أيضًا من الخطاطين.

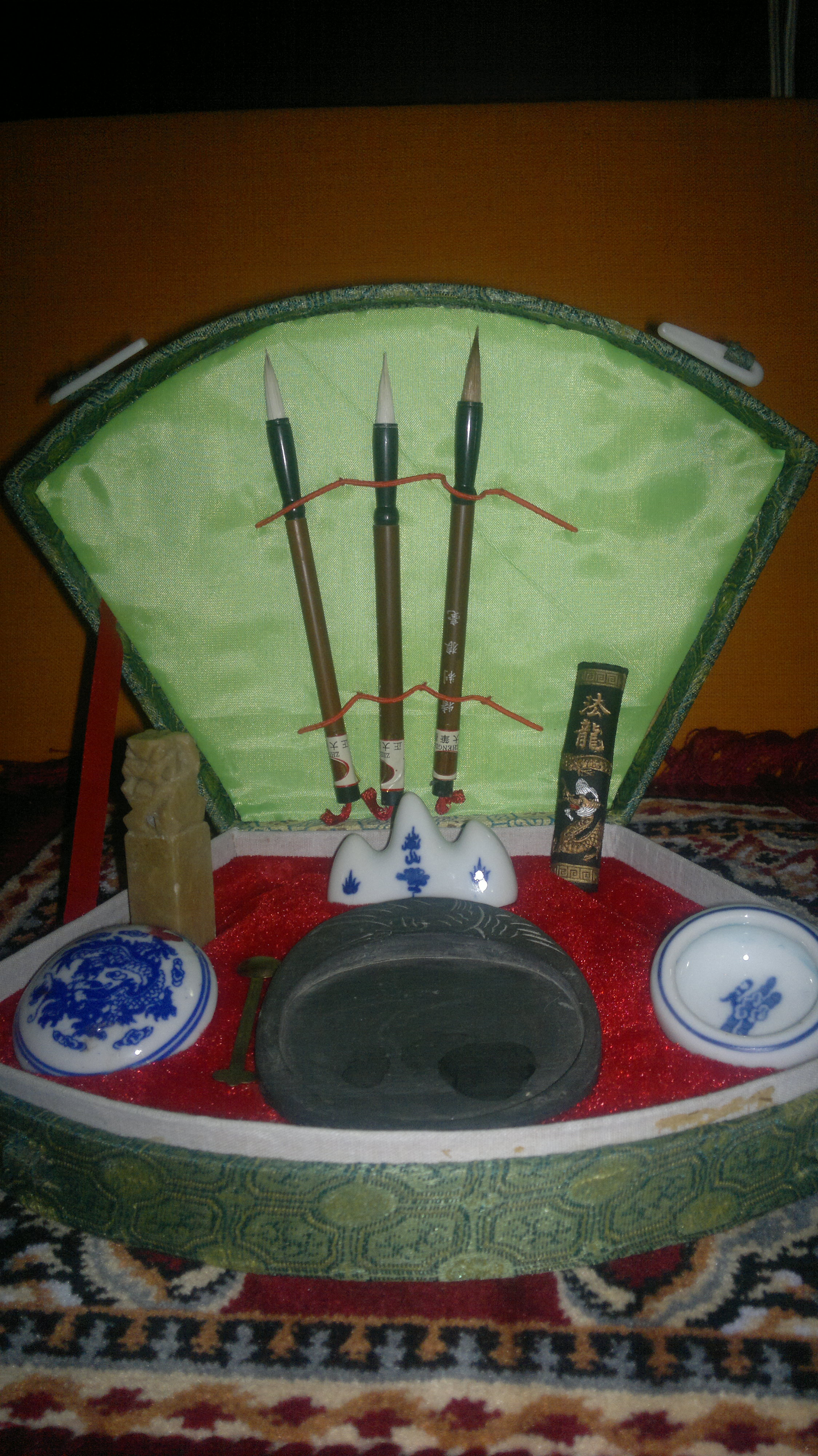
مجموعة الخط الصيني، جورجاون، بالقرب من دلهي، الهند

### الفرشاة
الفرشاة هي الأداة التقليدية للكتابة في فن الخط الصيني. ويصنع جسم الفرشاة عادة من الخيزران أو مواد أخرى مثل الخشب، البورسلين، أو القرن. ويصنع رأس الفرشاة عادةً من شعر الحيوانات مثل الفهد والذئب والخنزير والغزال والأرنب والوشق، وهناك أيضًا تقليد في كل من الصين واليابان لصنع فرشاة من شعر رضيع حديث الولادة كتذكار لمرة واحدة في الحياة، ويعود هذا التقليد إلى أسطورة عالم صيني قديم استخدم مثل هذه الفرشاة الشخصية ليحقق أعلى الدرجات في اختبارات إمبراطورية. وعادة ما تعتبر الفرشاة الحبرية امتدادًا لذراع الخطاط. وفي الوقت الحالي، يمكن استخدام القلم أيضًا في فن الخط الصيني.

أدوات الخط

### الورق
يباع الورق غالباً مع ثقالة الورق ولحيفة المكتب. ويصر البعض أن فن الخط الصيني يجب أن يستخدم أنواعًا خاصة من الورق، مثل ورق الأرز وورق ماوبيان وورق ليانشي وغيرها. ومع ذلك، يمكن استخدام أي ورق حديث للكتابة بالفرشاة. ونظرًا للاستخدام الطويل الأجل، أصبح ورق الأرز مشهورًا بين معظم خطاطي الصين.
في الصين، وورق الأرز (Xuanzhi) هو النوع المفضل من الورق التقليدي المصنوع في مقاطعة آنهوي. وهو مصنوع من شجرة السدر التترية [الإنجليزية]، بالإضافة إلى مواد أخرى مثل الأرز وبروسونتة ورقية والخيزران والقنب وغيرها.
أما في اليابان، فإن ورق واشي مصنوع من شجرة الكوزو (شجرة الورق) وشجيرة صفراء يابانية [الإنجليزية] وشجيرة الورق [الإنجليزية]، بالإضافة إلى مواد أخرى مثل الخيزران والأرز والقمح.

### ثقالة الورق
تستخدم ثقالة الورق لتثبيت الورق. وعادةً توضع في الجزء العلوي من الورق، باستثناء الصفحات الكبيرة جداً لمنع الانزلاق، وفي حالة الأوراق الأصغر، توضع اليد اليسرى أيضًا في الجزء السفلي من الورق للدعم. وتأتي ثقالة الورق بأنواع عدة: فبعضها عبارة عن قطع خشبية مستطيلة محفورة بتصاميم خطية أو تصاميم رسومية، والبعض الآخر هو عبارة عن نحت صغير لشخصيات أو حيوانات. ومثل حجارة الحبر، فإن وزن الورق يعد عملا فنيًا يمكن جمعه بذاته.

### لحيفة المكتب
لحيفة المكتب هي لحيفة مصنوعة من الصوف المضغوط. وتأتي بأحجام مختلفة، وتُستخدم لحماية سطح المكتب وتوفير قاعدة مريحة للكتابة. وتحتوي بعض اللحائف على شبكات مطبوعة على كلا الجانبين، بحيث يمكن استخدامها كدليل لضمان وضع وحجم الحروف الصحيح عند وضع الورقة الشفافة فوقها. ومع ذلك، فإن هذه السجادات المطبوعة تستخدم فقط من قبل الطلاب.

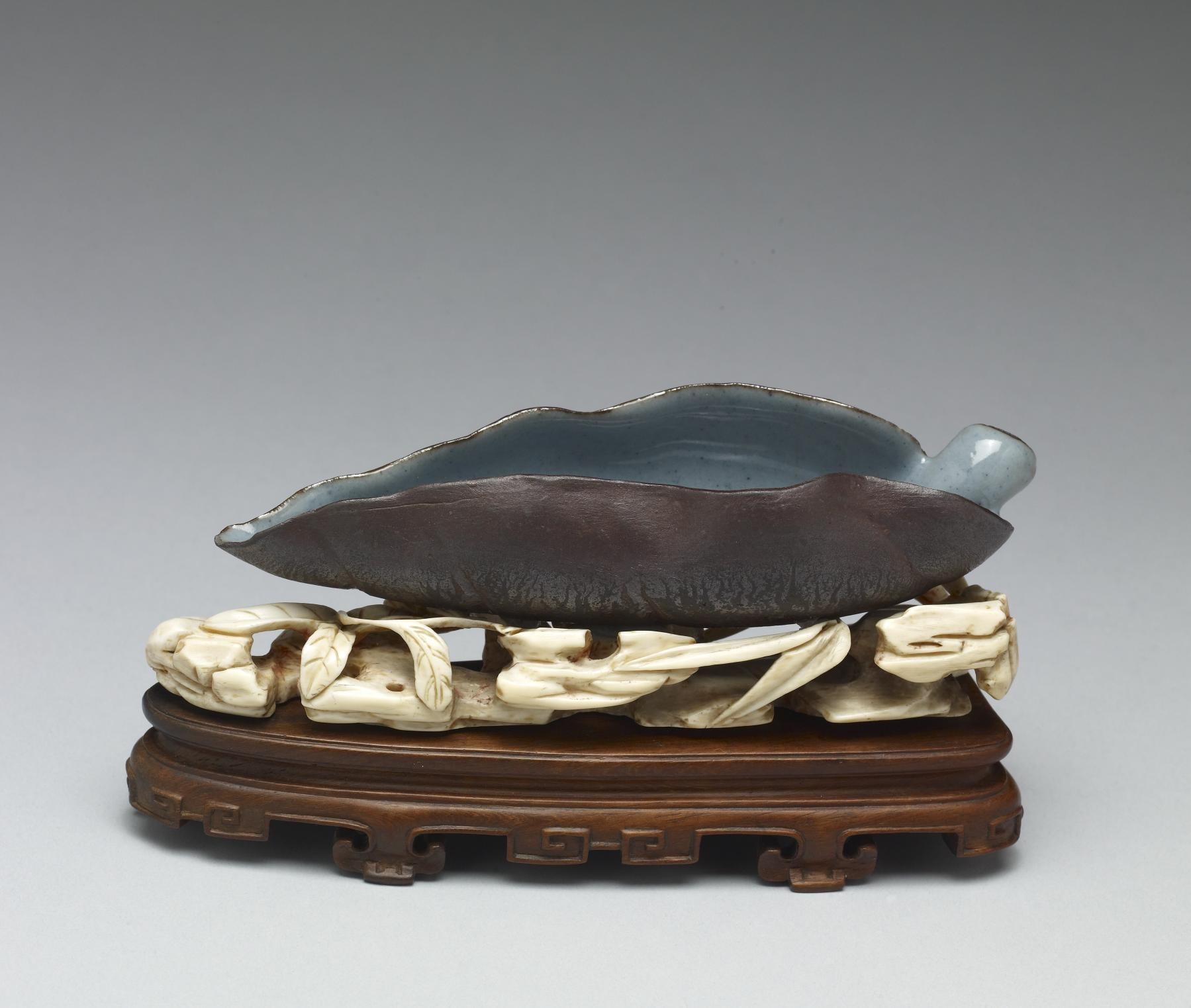
وعاء الفرشاة لإزالة الحبر الزائد هي أدوات أساسية في فن الخط الصيني التقليدي.

استخدام أقراص الحبر وحجر الحبر.

### الحبر وأقراص الحبر
يصنع الحبر من الفحم الأسود والمواد اللاصقة، ويأتي على شكل أقراص حبر [الإنجليزية] تطحن بالماء على حجر الحبر حتى تصل إلى اللون والقوام المطلوب. وتتوفر أيضاً أحبار جاهزة مخلوطة بالزجاجات والتي تكلف أقل، ولكن تستخدم بشكل أساسي في التدريب، حيث تعتبر أقراص الحبر ذات الجودة العالية هي الأكثر استخداماً ويعتبر الحبر الكيميائي أقل ملاءمة للاستخدام في اللوحات الجدارية، كونه معرض للتلطخ بمرور الوقت. ويعتبر تعلم طريقة طحن الحبر جزءًا أساسيًا من دراسة الخط. وعادةً ما يكتب الخطاطون الصينيون بالأحرف السوداء فقط، ولكن يستخدم الخطاطون المعاصرون في بعض الأحيان ألوانًا أخرى. ويستخدم معلمو الخط للطلاب حبراً برتقالياً أو أحمر فاقع لكتابة الحروف التدريبية التي يتتبعها الطلاب، أو لتصحيح أخطاء الطلاب في عملهم.

### حجر الحبر
يصنع حجر الحبر [الإنجليزية] من الحجر أو السيراميك أو الطين عادة، ويستخدم لطحن أقراص الحبر الصلبة إلى حبر سائل وللحفاظ عليه بعد تحويله إلى سائل. وتعتبر حجارة الحبر الصينية محل تقدير كبير كأعمال فنية وتم تخصيص ببليوغرافية شاملة لتاريخها وتقديرها، وخاصة في الصين.

استخدام معجون الختم مع الختم الصيني.

### الختم ومعجون الختم
تكتمل الأعمال الخطية بواسطة الخطاط بوضع ختم واحد أو أكثر بحبر أحمر، يمكن أن يقوم الختم بمقام التوقيع.

## الأسلوب
الشكل والحجم والمرونة ونوع شعر الفرشاة، ولون وكثافة الحبر، وسرعة الامتصاص وسطحية الورق هي المعايير الفيزيائية الرئيسية التي تؤثر على النتيجة النهائية للخط الكتابي. كما أن الكاتب يؤثر على النتيجة النهائية بكمية الحبر/الماء التي يسمح للفرشاة بامتصاصها، ثم بالضغط والميل والاتجاه الذي يعطيه للفرشاة، مما ينتج عنه خطوط أرق أو أكثر سمكًا، وحدود أملس أو مسننة. وفي النهاية، تحدد سرعة وتسارع وتباطؤ حركات ومنعطفات الكاتب، وترتيب جرة الفرشاة طابع "الروح" للحروف بشكل كبير من خلال التأثير على شكلها النهائي. يشار إلى "الروح" باسم "النية أو الفكرة" في الخط الصيني. ويصل الكاتب إلى درجة الإتقان العالية في هذا الفن عندما ينتقل من المرحلة التي يقوم فيها بتصميم الحرف بشكل متعمد، إلى مرحلة الإبداع بحركات غير متعمدة. وتعد هذه المرحلة مرتفعة المستوى، حيث يحتاج الكاتب إلى إتقان حركة الفرشاة والمعصم تمامًا واتباع قلبه وإحساسه أثناء الكتابة.

## الدراسة
تتألف دراسة الخط الكتابي بشكل تقليدي من نسخ أعمال مثالية بدقة من معلم الشاب أو من الكتابيين الشهيرين، وذلك لتعلمها بالحفظ. يوضح المعلم الطريقة الصحيحة لرسم الحروف، التي يجب على الشاب نسخها بدقة وباستمرار حتى يصبح الحركة غريزية والنسخة مثالية. ويعتبر الانحراف عن النموذج فشلاً. ويتطلب الاحتراف في نمط معين سنوات عديدة من الممارسة. وتعتبر الحركات الصحيحة وترتيب الحركات وهيكل الحرف والتوازن والإيقاع أساسية في الخط الكتابي. كما يتطور الطالب مهاراته في الفنون التقليدية الصينية، حيث تساهم الخبرة والقدرة في هذه الفنون في تحسين خط الكتابة لديه.
منذ تطوير الخط العادي، بدأ جميع الكتابيين دراستهم بتقليد النماذج المثالية لهذا الخط. ويمكن للطالب المبتدئ أن يمارس كتابة الحرف "永" (بالصينية: yǒng) بسبب وفرة الأنواع المختلفة من الحركات الخطية وصعوبته في البناء. وتُشير المبادئ الثمانية لليونغ [الإنجليزية] إلى الحركات الثمانية المختلفة في الحرف، والتي يقول البعض إنها تلخص الحركات المختلفة في الخط العادي.
كيفية مسك الفرشاة يعتمد على الكاتب والنوع الكتابي الذي يمارسه. وعادةً تمسك الفرشاة عمودياً بين الإبهام والإصبع الأوسط. يلامس الإصبع الأوسط برفق الجزء العلوي من ساق الفرشاة (مثبتًا إياه) في حين ينثني الإصبع البنصر والإصبع الصغير تحت الجزء السفلي من ساق الفرشاة، مما يترك مساحة داخل الكف. وبدلاً من ذلك، يمكن مسك الفرشاة باليد اليمنى بين الإبهام والإصبع الأوسط، تمامًا مثل القلم الغربي. ويمكن للكاتب تغيير مسكه للفرشاة اعتمادًا على النمط والخط الكتابي. على سبيل المثال، يمكن للكاتب أن يمسك بالفرشاة بشكل أعلى للخط المتصل وأسفل للخط العادي.
في اليابان، يكتب الخط الياباني الصغير التقليدي والذي يسمى شودو بواسطة الجلوس على الأرض بوضعية السيزا. ومع ذلك، في العصر الحديث، يمارس الكتابة بالجلوس على كرسي وطاولة. ويمكن كتابة النصوص الأكبر حجمًا والتي تحتاج إلى مساحة أكبر بوضعية الوقوف، حيث توضع الورقة عادة مباشرة على الأرض، ولكن يستخدم بعض الكتابيين حاملًا للورقة.
تعتبر التعليم الأساسي للخط الكتابي جزءًا من المناهج المدرسية العادية في الصين واليابان، وتوجد برامج دراسية متخصصة في مستوى التعليم العالي في الصين واليابان وكوريا وتايوان. وفي العصر الحديث، ظهرت مناقشات حول حدود هذا التقليد المتكرر في الساحة الفنية الحديثة، حيث أصبح الابتكار هو القاعدة، ويؤثر تغير أساليب الحياة والأدوات والألوان في موجات جديدة من الأساتذة والمبدعين في هذا المجال.
تروج المدارس الصينية للخط الكتابي الصيني لمحاربة نسيان الحروف التي تسمى "النسيان الكتابي" والذي ينجم عن استخدام التكنولوجيا.
في دراسة حديثة، استخدمت الكتابة بالخط الصيني كاستراتيجية للتدخل الإدراكي بين كبار السن أو الأشخاص الذين يعانون من ضعف الإدراك الخفيف. على سبيل المثال، في تجربة عشوائية مع درجة تحكم عالية، أظهرت كتابة الخط تحسينًا في الذاكرة العاملة والتحكم في الانتباه مقارنة بالمجموعات المراقبة.
وفي الصين المعاصرة، يوجد عدد قليل ولكن مهم من الممارسين الذين جعلوا من الخط الكتابي مهنتهم، وتوجد جمعيات مهنية محلية ووطنية، والانضمام إليها يمنح مكانة مرموقة. وبحسب التقاليد، يحديد سعر عمل فني معين لفنان معين بالنسبة لطول الورقة التي كتب عليها. ويمكن أن تصل قيمة أعمال الخطاطين المعاصرين إلى الآلاف أو العشرات من آلاف الرنمينبي لكل تشي (وحدة قياس) [الإنجليزية] (وحدة طول تعادل تقريبًا القدم) من العمل الفني. ومثلما هو الحال في الأعمال الفنية الأخرى، فقد زادت القيمة الاقتصادية للخط الكتابي في السنوات الأخيرة مع الأثرياء الجدد في الصين الذين يبحثون عن استثمارات آمنة لثرواتهم.

## قواعد الخط المعاصر
على الرغم من أن تقدير الخط يعتمد على تفضيلات الفرد، إلا أن هناك قواعد تقليدية معتمدة والأشخاص الذين ينتهكونها بشكل متكرر لا يعتبرون مصممين للخط الأصيل. وقد لخص المصمم الصيني المشهور تيان يون تشانغ [الإنجليزية]، الذي هو عضو في جمعية خطاطين صينيين، قواعد الخط الحديث. ومن بين هذه القواعد التي ذكرت في فيديو يومي لتعليم الخط بعنوان "سؤال واحد كل يوم، كلمة واحدة كل يوم" لتيان يون تشانغ، وقدّم فيه تحليلاً عميقًا للعديد من الحروف، يمكن ذكر ما يلي من بين هذه القواعد:
- يجب كتابة الحروف بشكل صحيح.[5] حيث يكون الحرف بطريقة مقبولة من قبل المصممين. وغالباً ما تستخدم الأعمال الخطية حروفًا صينية متغيرة، والتي تعتبرصحيحة أو غير صحيحة حسب الحالة، ولكن بشكل عام، تكون النسخ الأكثر شيوعًا هي الأكثر صحة. وتكتب الحروف الصحيحة بترتيب جرّات القلم التقليدية وليس بالنسبة للمعايير الحديثة.
- يجب أن تكون الحروف واضحة ومقروءة.[5] حيث تعتبر الخطاطة طريقة للكتابة بشكل جيد، ويجب أن تكون الأعمال الخطية معرفة كنص ويجب أن تكون قابلة للقراءة بسهولة من قبل الأشخاص الملمين بأسلوب النص، على الرغم من أنه قد لا يكون قابلًا للقراءة بالنسبة لأولئك الذين غير ملمين بأسلوب النص. على سبيل المثال، يتعذر على العديد من الأشخاص قراءة الخط المتصل، ولكن يمكن اعتبار العمل الخطي المتصل جيدًا إذا كان الأشخاص الملمين بالخط المتصل قادرين على قراءته.
- يجب أن تكون الحروف مختصرة.[5] وهذا يتناقض مع الخط الغربي حيث تكون الزخارف مقبولة وغالباً ما تكون مرغوبة. يجب أن يكون الخط الصيني الجيد بدون زخارف، ويجب أن يكون بحبر أسود ما لم يكن هناك سبب لكتابته بحبر آخر.
- يجب أن تتناسب الحروف مع سياقها.[5] وكان جميع خطاطي الصين الرصينين متعلمين جيداً ومتعددي المواهب. بالإضافة إلى الخط، فقد كانوا ماهرين في مجالات أخرى، مثل الرسم والشعر والموسيقى والأوبرا وفنون الدفاع عن النفس ولعبة غو. وبالتالي، فإن تعليمهم الوفير ساهم في إثراء خطهم. وكان الخطاط الذي يمارس حروفًا لخطاط آخر يعرف دائمًا معنى النص ومتى أنشئ وفي أي ظروف. عندما يكتبون، يتفق شكل ووزن الحروف مع إيقاع العبارات، خاصة في الأساليب الأقل تقييدًا مثل الخط شبه المتصل والخط المتصل. والشخص الذي لا يعرف معنى الحروف التي يكتبها، لا ينتج خطا جيداً.
- يجب أن تكون الحروف ممتعة من الناحية الجمالية.[5] وعموماً، تكون الحروف التي كتبت بشكل صحيح وواضح ومختصر وفي السياق المناسب أيضًا جميلة إلى حدٍ ما. وعادة ما تكون الحروف التي تنتهك القواعد المذكورة أعلاه أقل جمالية. وسيأخذ الخطاط ذي الخبرة في الاعتبار جودة الخط وهيكل كل حرف والتنظيم التركيبي لمجموعات الحروف. وخلال العمل، يجب أن يقوم خط الفرشاة الخفيف أو الغامق، الجاف أو الرطب، بتسجيل عملية إنشاء الفنان للعمل بشكل واضح وحيوي.[29]

## الخطاطون الصينيون البارزون

### سلالة هان
- كاي يونغ يو (132–192)
- تشانغ تشى張 芝 (؟ –192)
- زهونغ ياو鍾 繇 (151-230)

- اويانغ شون歐陽詢 (557-641)
- يو شينان虞世南 (558-638)
- Chu Suiliang褚遂良 (597-658)
- Huairen 懷仁 (حوالي القرن السابع)
- الإمبراطور Taizong of Tang 唐太宗 李世民 (599-649)
- لي يانجبينج李陽 冰 (721 / 2-785)
- تشانغ شو張旭 (658-747)
- يان تشنكينغ顏 眞 卿 (709-785)
- هوايسو懷素 (737-799)
- ليو غونغكوان柳 公 權 (778-865)
- دو مو杜牧 (803-852)